# Giorgio Messori
Giorgio Messori (Castellarano, 1955 – 12 giugno 2006) è stato uno scrittore italiano.

## Biografia
Giorgio Messori ha vissuto tra Reggio Emilia, la Svizzera, Bergamo e l'Uzbekistan (dove ha insegnato all'Università di Tashkent).
Ha fatto la sua prova d'esordio col libro L'ultimo buco nell'acqua scritto insieme a Beppe Sebaste. Alcuni suoi racconti sono poi apparsi sulla rivista «Il semplice», e sull'antologia Narratori delle riserve, a cura di Gianni Celati.
Amico di Luigi Ghirri, ha scritto i testi dei libri Atelier Morandi (1992) e Il senso delle cose (2005). Ha anche tradotto Peter Bichsel. Ha pubblicato con la casa editrice Diabasis, Nella città del pane e dei postini (Premio Sandro Onofri 2005, Premio Bergamo 2006, finalista al Premio Viareggio opera prima 2005).
Poco dopo la sua scomparsa, sono stati pubblicati con Diabasis due libri postumi: nel 2007, Viaggio in un paesaggio terrestre, col fotografo Vittore Fossati e nel 2008, Storie invisibili e altri racconti, raccolta di racconti brevi.

## Opere
- L'ultimo buco nell'acqua: racconti brevi (con Beppe Sebaste), Reggio Emilia: Aelia Laelia, 1983
- Miniature e paesaggi, intervento in Luigi Ghirri, Paesaggio italiano, Milano: Electa, p. 60
- Il pianeta sul tavolo, intervento in Luigi Ghirri, Atelier Morandi, Bari: Palomar, 1992, pp. 9–31 ISBN 8887467765
- Nota del traduttore (pp. 111–114) e trad. di Peter Bichsel, Il lettore, il narrare, prefazione di Goffredo Fofi, Milano: Marcos y Marcos, 1992 ISBN 8871680014
- Forse l'esilio comincia nei sogni a occhi aperti, in Gianni Celati (a cura di), Narratori delle riserve, Milano: Feltrinelli, 1992, pp. 178–184
- Dispiaceri in casa, in «Riga» n. 6, 1994, pp. 13–14
- Un salto fuori, in «Il semplice», n. 5, Milano: Feltrinelli, 1997, pp. 125–133
- Comunità del bar 2000, in «Il semplice», n. 6, Milano: Feltrinelli, 1997, pp. 109–112
- trad. di Peter Bichsel, Storie per bambini (con Chiara Allegra e Rolando Schramm), Milano: Marcos y Marcos, 2002 ISBN 8871682831
- Intervento in Il senso delle cose: Luigi Ghirri, Giorgio Morandi, a cura di Paola Borgonzoni Ghirri, con scritti di Ghirri, Messori e Carlo Zucchini, Reggio Emilia: Diabasis, 2005 ISBN 8881034050
- Viaggio in un paesaggio terrestre (con Vittore Fossati), Reggio Emilia: Diabasis, 2007 ISBN 9788881034574
- Nella città del pane e dei postini, Reggio Emilia: Diabasis, 2007 ISBN 8881032325
- Storie invisibili e altri racconti, a cura di Gino Ruozzi, Reggio Emilia: Diabasis, 2008 ISBN 9788881035281